# Fred Stansfield
Fred Stansfield (Cardiff, 12 de diciembre de 1917 - ibídem, 30 de marzo de 2014) fue un entrenador y jugador de fútbol que jugaba en la demarcación de defensa.

## Biografía
En 1943 hizo su debut como futbolista con el Cardiff City FC tras ser fichado de las filas inferiores del Grange Athletic FC. Jugó en el club un total de 106 partidos, llegando a marcar un gol, el único de su carrera. Cuatro años después de su debut ganó la Football League One, ascendiendo de división. En 1949 fue traspasado al Newport County AFC, equipo en el que se retiró como futbolista al final de la temporada 1949/1950. El mismo año de su retiro, el Newport County le ofreció el cargo de entrenador, puesto que ocupó durante tres años. En 1953 fue fichado por el Bedford Town FC, último club al que entrenó, en 1956. Junto a Tommy Forse era el futbolista más viejo del Cardiff City FC.
Falleció el 20 de marzo de 2014 en Cardiff a los 96 años de edad.

## Selección nacional
Jugó un único partido con la selección de fútbol de Gales, siendo este contra Escocia en octubre de 1948. No volvió a ser convocado por la selección tras una lesión que sufrió en un partido contra el Barnsley FC.

## Clubes

### Como futbolista
| Club               | País       | Año         | Partidos | Goles |
| ------------------ | ---------- | ----------- | -------- | ----- |
| Cardiff City FC    | Inglaterra | 1943 - 1949 | 106      | 1     |
| Newport County AFC | Inglaterra | 1949 - 1950 | 21       | 0     |

### Como entrenador
| Club               | País       | Año         |
| ------------------ | ---------- | ----------- |
| Newport County AFC | Inglaterra | 1950 - 1953 |
| Bedford Town FC    | Inglaterra | 1953 - 1956 |

## Palmarés

### Campeonatos nacionales
| Título              | Club            | País       | Año  |
| ------------------- | --------------- | ---------- | ---- |
| Football League One | Cardiff City FC | Inglaterra | 1947 |